# Georgij Lvov
Fyrst Georgij Jevgenevitj Lvov (russisk: Георгий Евгеньевич Львов; født 2. november 1861 i Dresden, Kongeriget Sachsen, død 7. marts 1925 i Paris, Frankrig) var en russisk politiker, som virkede før og under den russiske revolution. Han var Ruslands første regeringschef efter tsardømmets fald, fra 23. marts til 7. juli 1917.
Georgij Lvov var en liberal politiker, medlem af Dumaen for Kadetpartiet (det konstitutionelt-demokratiske parti, K-D). Han fremførte i flere omgange krav om en russisk forfatningsreform. Lvov var fra 1914 også formand for zemstvo-forbundet og ledte der arbejdet med støtte til sårede og invaliderede soldater. Kadetterne havde kritiseret den russiske krigsførelse siden 1915. Efter februarrevolutionen i marts 1917 blev Lvov preimierminister og indenrigsminister i den første provisoriske regering. Lvovs regering kunne imidlertid ikke opfylde de folkelige krav på fred og jord. Radikale kræfter fik større indflydelse i regeringen og samtidig fik sovjetterne større magt på regeringens bekostning. Den 7. juli afgik Lvov, hvorefter Kerenskij dannede ny regering. Efter oktoberrevolutionen flyttede Lvov med sin familie til Tjumen, hvor han blev arresteret af Tjekaen i februar 1918 og overført til Jekaterinburg, men blev løsladt mod kaution og flygtede via Omsk videre til USA for at skaffe støtte til den kontrarevolutionære Hvide Hær, da det ikke lykkedes rejste han til Paris, hvor han levede til sin død.